# إقليم هوهو
مقاطعة هوهو تقع شمال غرب الدولة، هي واحدة من أربع مقاطعات في إسواتيني. مساحتها 3569 كم² عدد سكانها عن 270،000 شخص (1997). مبابان هي عاصمتها التي هي أيضا عاصمة البلاد.